# Notodytes major
Notodytes major là một loài ruồi trong họ Tachinidae.